# Gärdet
Gärdet est un quartier du district de Norra innerstaden à Stockholm en Suède,,.

## Situation
Gärdet, officiellement Ladugårdsgärdet, est un quartier du nord-est du centre-ville de Stockholm. Le quartier se situe à l'est et au nord-est d'Östermalm. La frontière avec Östermalm comprend la rue Valhallavägen et une ligne au nord de Filmhuset et plus à l'est de l'îlot urbain de Kompaniet à Gärdesgatan.
Lidingövägen forme la frontière avec Norra Djurgården et Hjorthagen.
La frontière avec Djurgården est formée par la Djurgårdsbrunnsviken et le canal de Djurgårdsbrunn.
Gärdet se compose en partie d'une zone densément bâtie, en partie d'une vaste zone couverte d'herbes avec des parties boisées qui fait partie du parc national urbain royal.
Le quartier a été formé en 1926 par une division du quartier d'Östermalm.
Dans le langage courant, la rue Askrikegatan est utilisée comme frontière non officielle entre le bas et le haut Gärdet sur le marché immobilier, dont la partie ouest entre Lidingövägen et Valhallavägen est considérée comme un peu plus densément peuplée que le haut Gärdet, c'est pourquoi elle reçoit son propre nom Nedre Gärdet.
Nedre Gärdet est situé entre Valhallavägen et Brantingsgatan, à côté d'Övre Östermalm. Au centre de cette partie du quartier se trouve Erik Dahlbergsgatan, une avenue pavée bordée de tilleuls.

## Histoire
Les grands espaces du quartier servaient de terrain d'entraînement militaire à partir de 1672 sous le reigne de Charles XI.
À l'époque de Charles XIV Jean (Jean-Baptiste Bernadotte), une plus grande partie de Gärdet fut dégagée et planifiée afin que la cavalerie et l'artillerie puissent également s'y entrainer.
Le roi organisait des rassemblements et des exercices pendant l'été lorsqu'il séjournait au palais de Rosendal.
La plupart du temps, cependant, il observait Borgen de loin. Pour se rendre à Gärdet, il empruntait un pont spécialement construit sur le canal de Djurgårdsbrunn, les vestiges du pont sont encore visibles, il se trouvait à la hauteur du musée de la Marine. En 1905, les militaires déménagèrent à Järvafältet.
En 1919, le seul atterrissage d'un zeppelin (le LZ 120 Bodensee) en Suède a eu lieu à Gärdet.
Entre 1919 et 1936, l'aéroport de Lindarängen était situé au Lindarängsvägen 36.
Le 16 septembre 1936, l'aéroport de Stockholm-Bromma fut inauguré et le trafic aérien terrestre remplaça le trafic aérien maritime.
Au cours des années 1990, le quartier s'est agrandi vers le nord-ouest lorsque les anciens terrains d'entraînement militaire ont été remplacés par le quartier résidentiel de Starrbäcksängen.
La dernière étape de l'agrandissement à l'angle de Valhallavägen et Lidingövägen a été achevée en 2007 avec la tour Svea.
Dans le cadre de la construction de l'école royale supérieure de musique de Stockholm dans les années 2010, l'îlot urbain Svea Fanfar a été construit sur le terrain adjacent

## Galerie

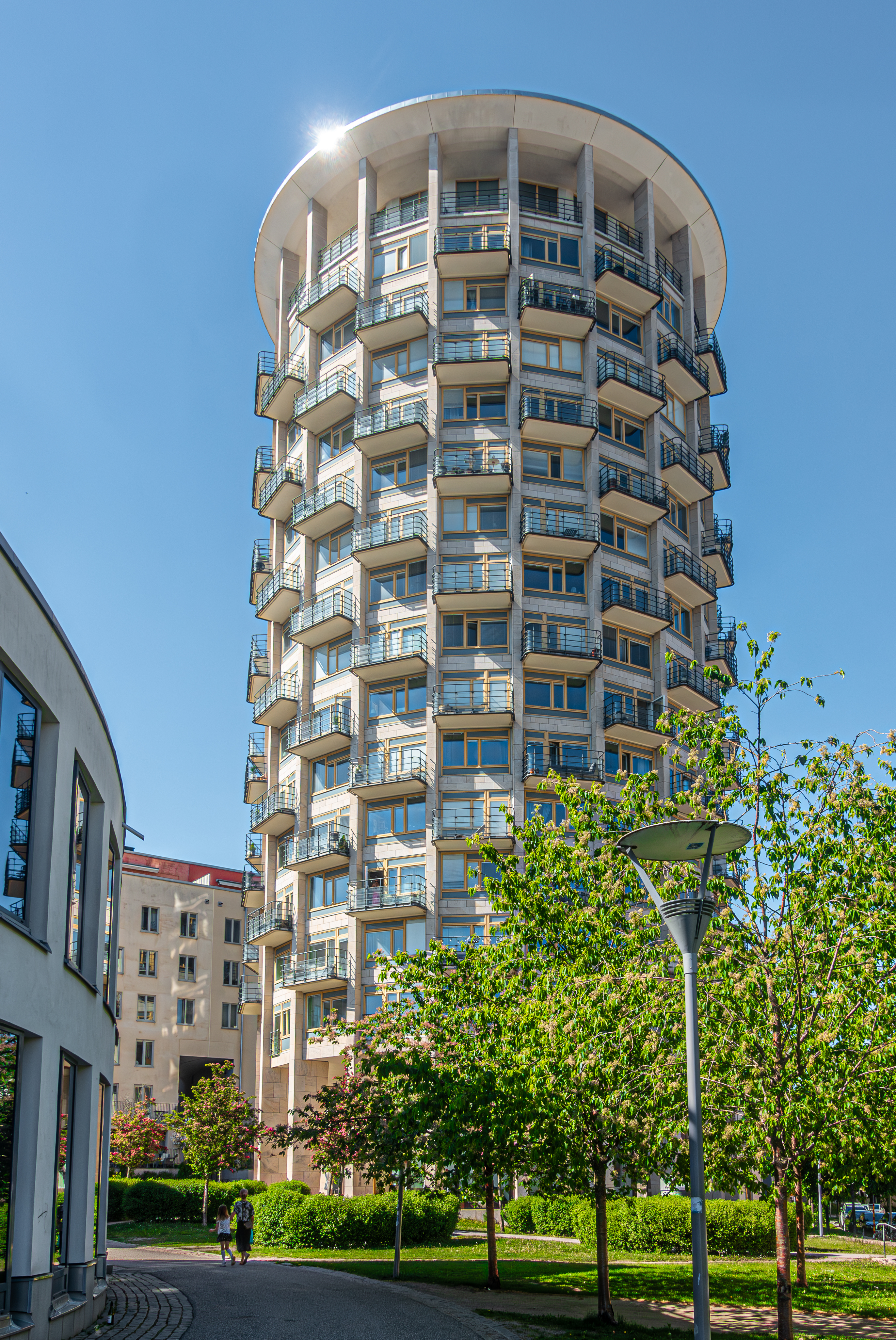
Svea Torn.
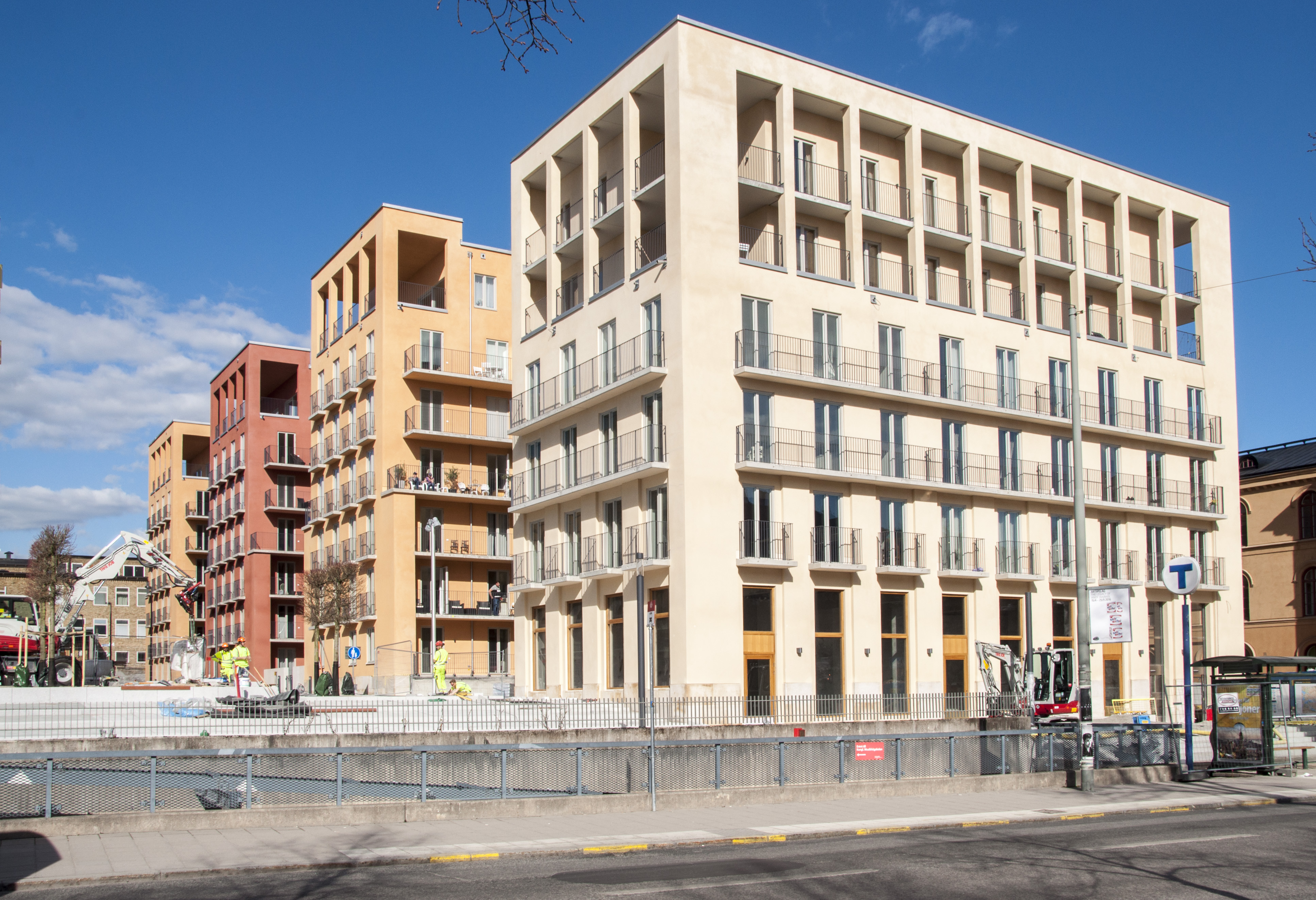
Svea Fanfar.
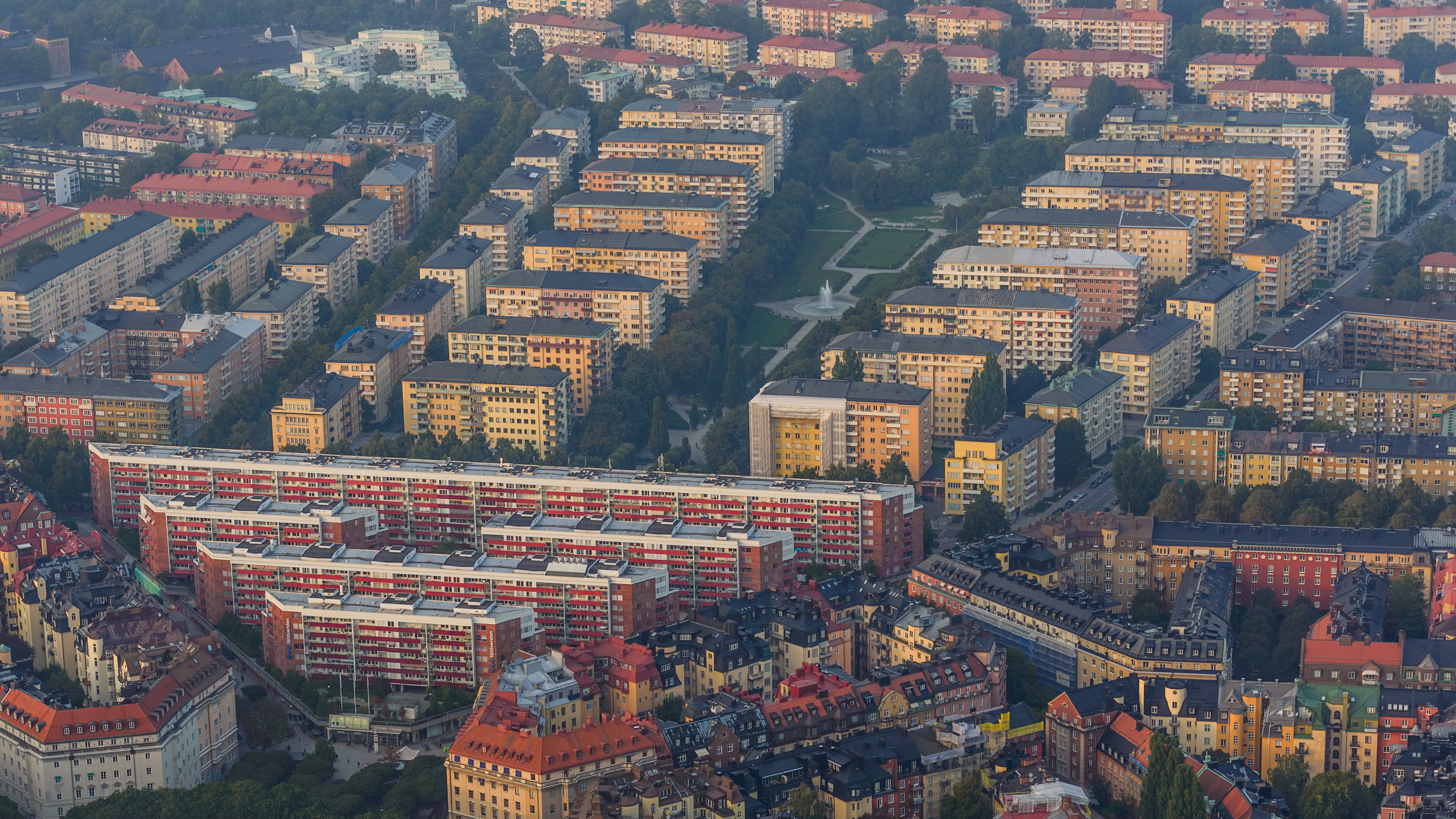
Tessinparken.
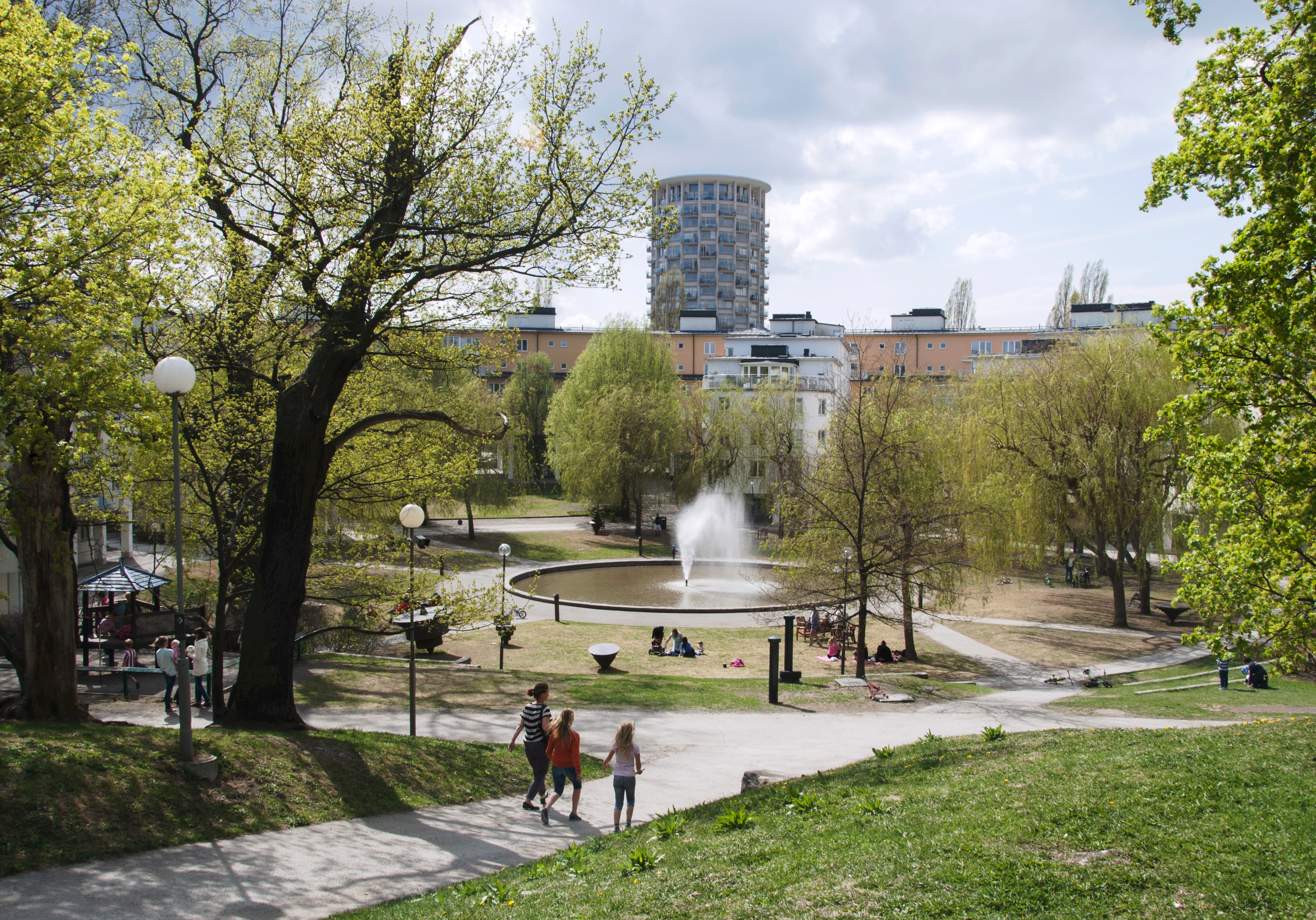
Starrängen.

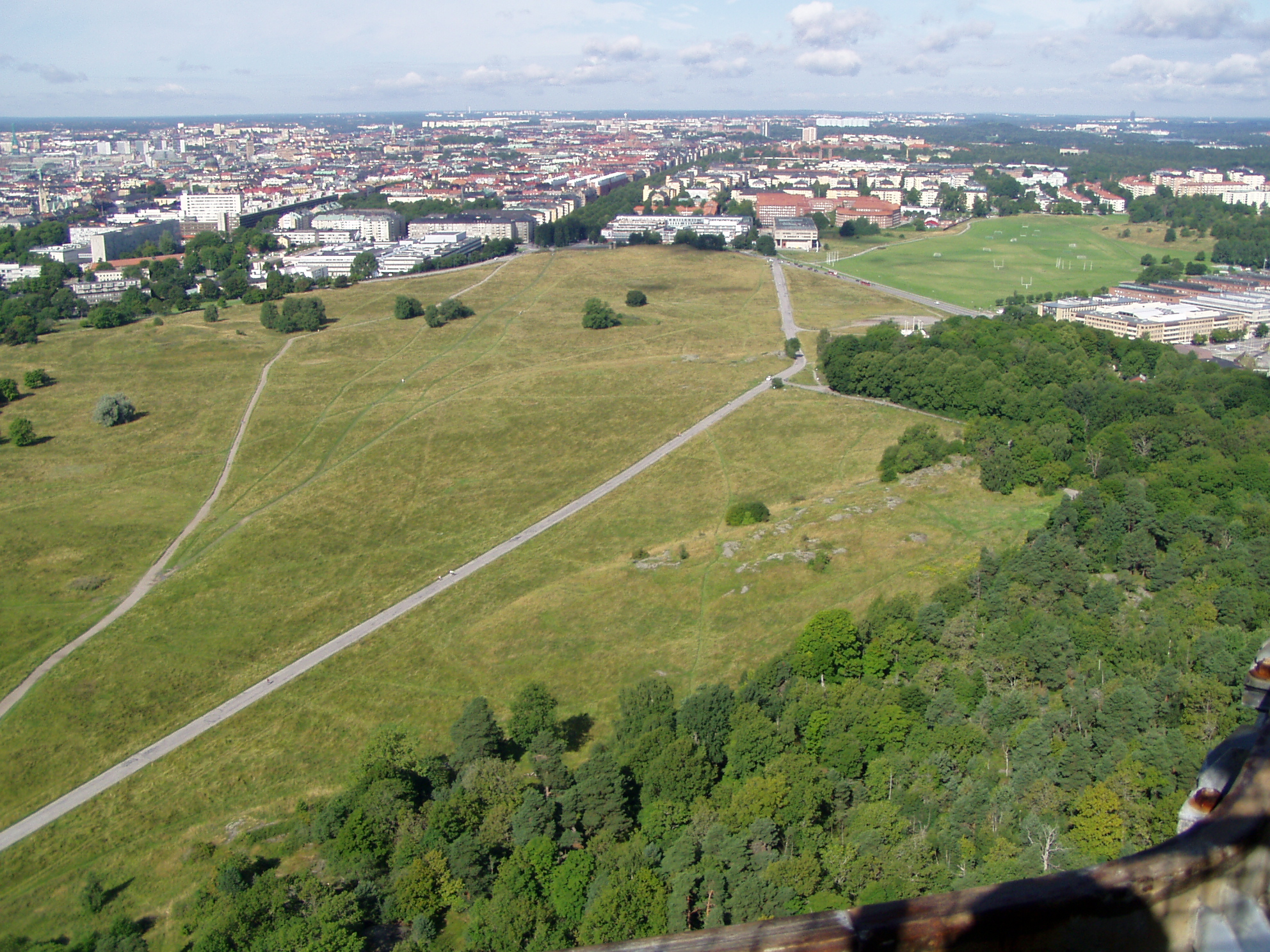
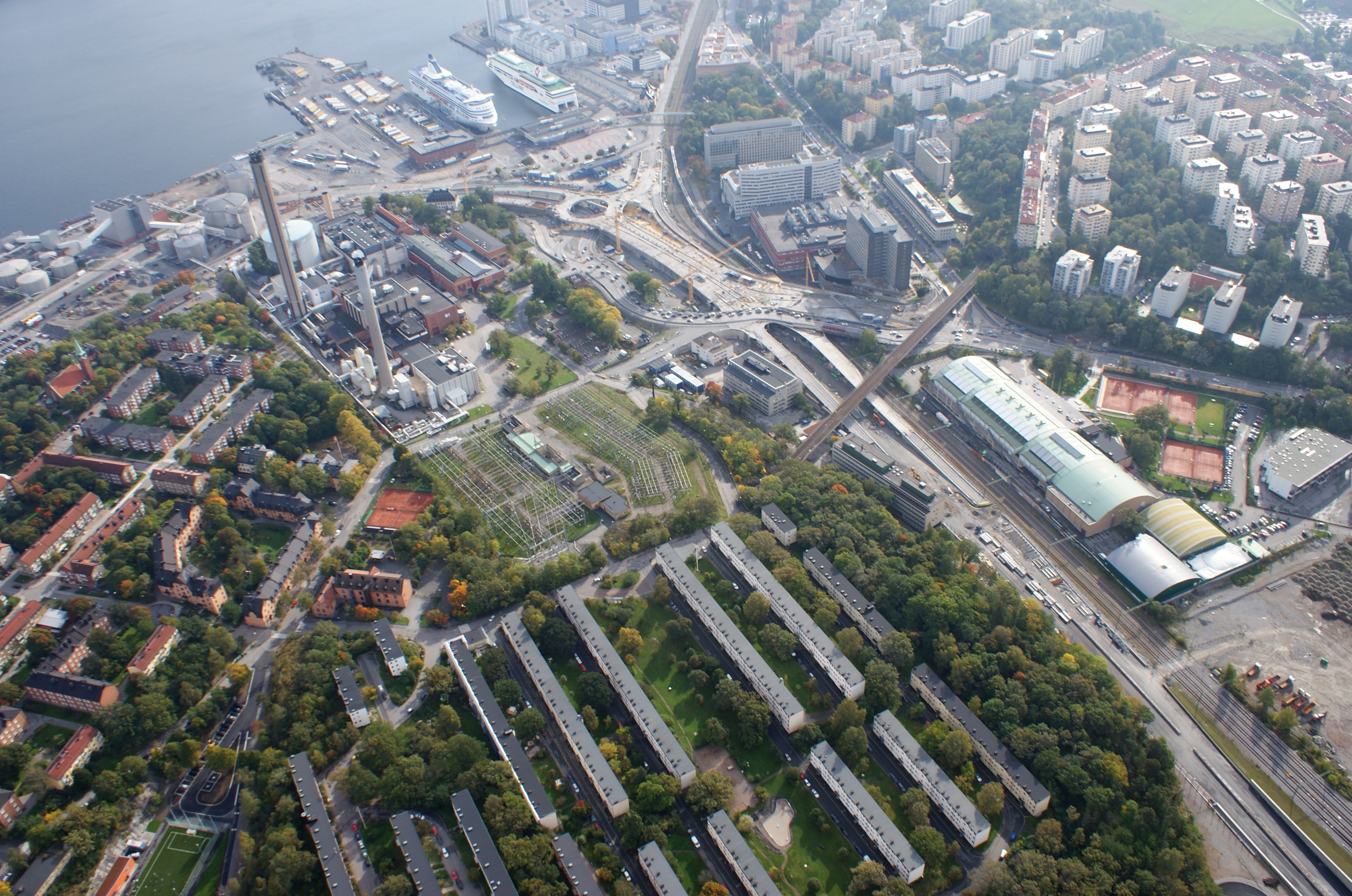
Hjorthagen Gärdet.
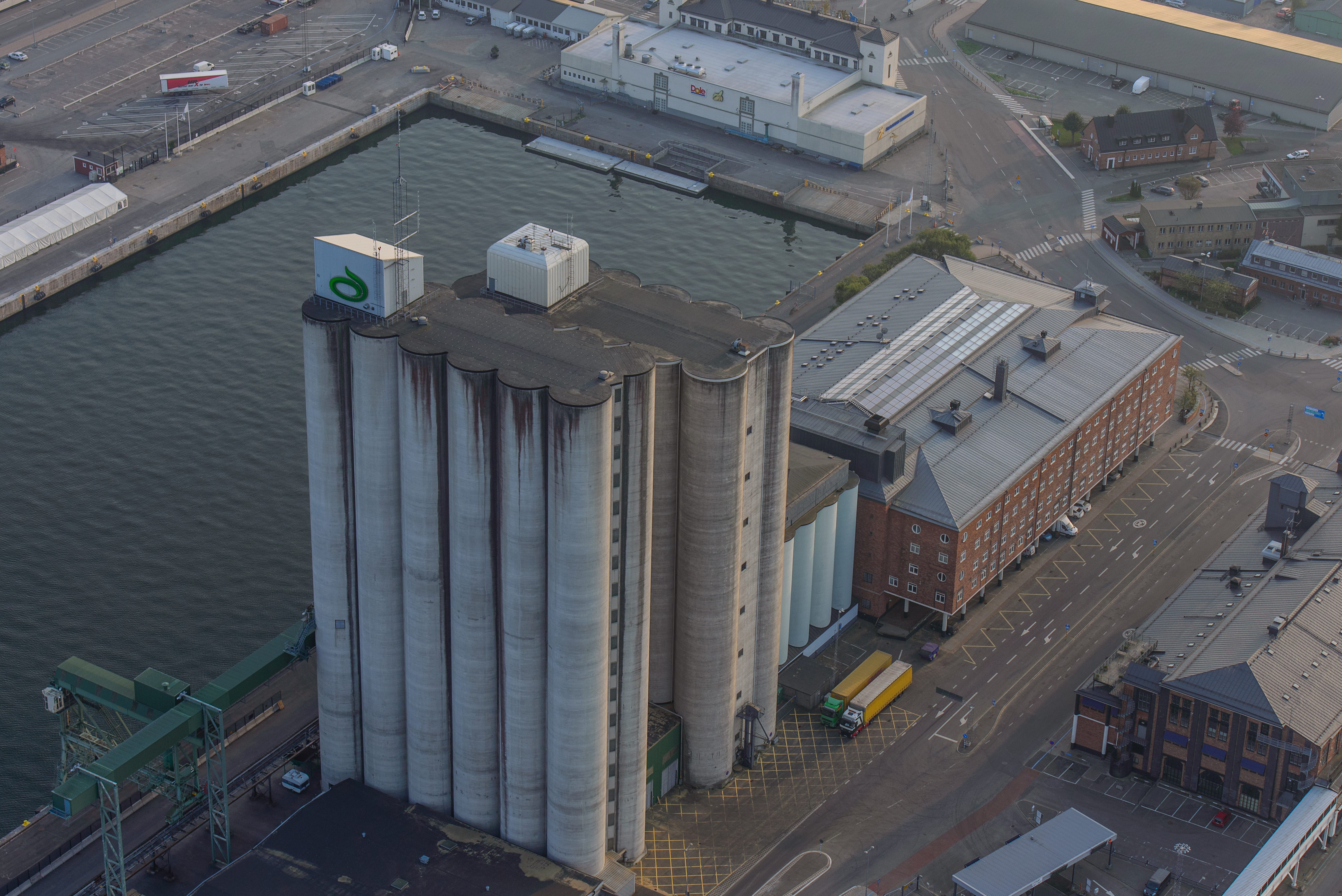
Lantmännen
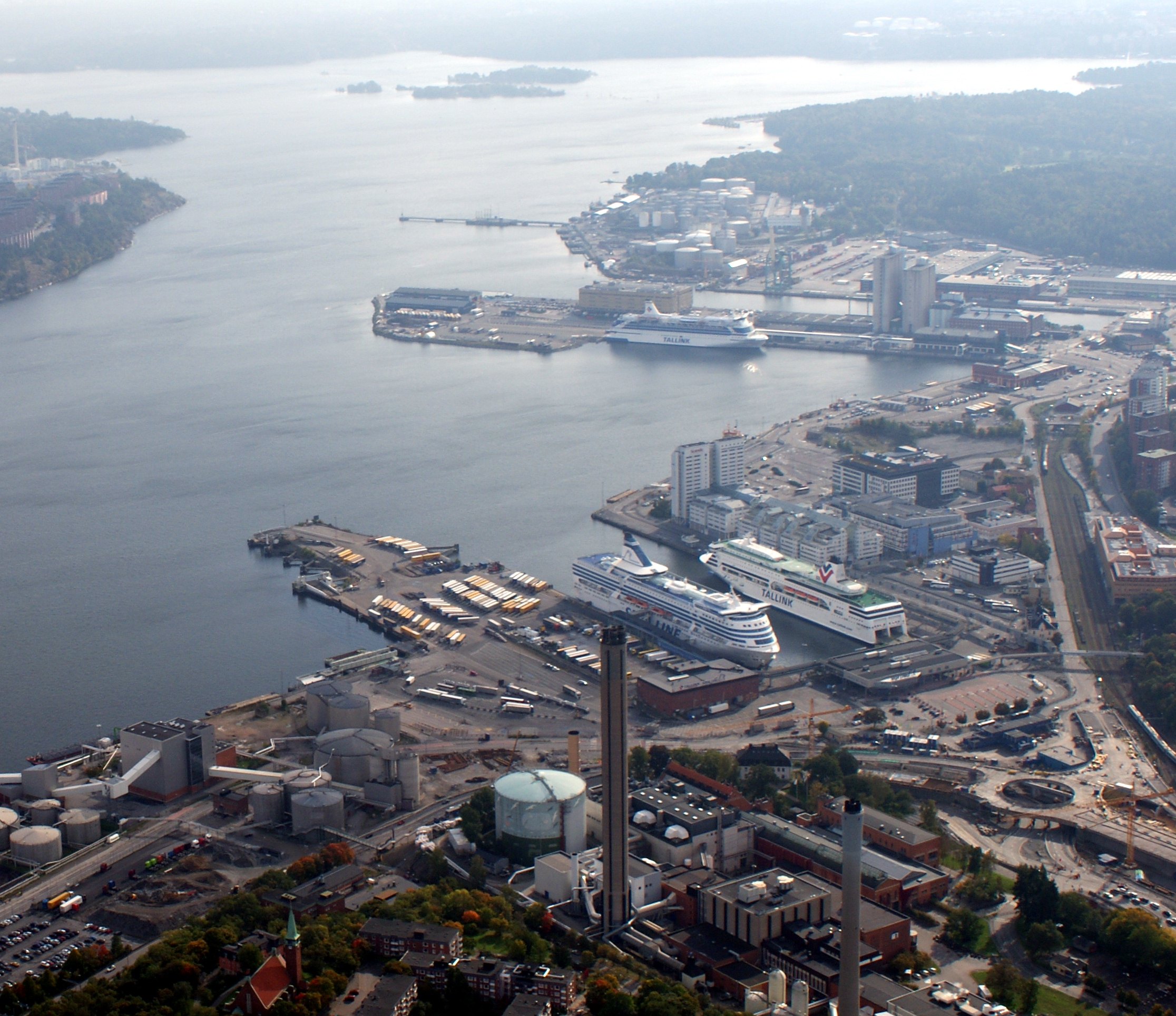
Värtahamnen.